# Marc-Vivien Foé
Marc-Vivien Foé (Yaoundé, 1 de maio de 1975 - Lyon, 26 de junho de 2003) foi um futebolista profissional camaronês, que atuava como meio-campista.
Pela Seleção Camaronesa disputou as Copas do Mundo de 1994 e de 2002. Morreu em campo durante a semifinal da Copa das Confederações de 2003 contra a Colômbia, vítima de um infarto fulminante.

## Carreira

### Inicio e Seleção
Iniciou sua carreira nas categorias de base da equipe do Union Garoua, antes de ir para o Canon Yaoundé, um dos maiores clubes de Camarões, onde ganhou a Taça Camarões em 1993.
Ele fez sua estreia internacional contra o México, em setembro de 1993, e no ano seguinte ele foi incluído na equipe que disputaria a Copa do Mundo de 1994. Apesar da seleção de 1994 não realizar uma boa copa e ser eliminada na primeira fase com apenas um ponto em três jogos, Foé teve grandes atuações sendo visado por times europeus. 

### Lens
Depois de recusar uma oferta do Auxerre como experiência, ele assinou por outro clube francês, o RC Lens, da primeira divisão francesa. Fez sua estréia pelo clube francês em 13 de agosto de 1994 em uma vitória contra o Montpellier por 2-1. Durante suas cinco temporadas no Lens ganhou o título da Liga francesa em 1998. Na época ele estava perto de ser contratado pelo Manchester United, mas a oferta de £3 milhões foi recusada. Outras negociações tiveram lugar, mas foram canceladas quando Foé teve sua perna quebrada em um jogo de eliminatórias da seleção. Como resultado, não pôde participar da Copa do Mundo de 1998.

### West Ham e Lyon
Pouco depois de sua recuperação Foé foi contratado pelo time londrino West Ham United, clube que pagou um registro £4,2 milhões em Janeiro de 1999. Depois da sua boa passagem pelo time inglês, ele voltou para a França para defender o Olympique Lyonnais em 2000. Nesse mesmo ano, ele perdeu uma parte significativa da temporada após sofrer de um surto de malária, mas recuperou-se e ganhar a Taça da Liga francesa em 2001 e o título da Liga francesa em 2002. Ele fazia parte da Seleção Camaronesa na Copa do Mundo de 2002. Tal como em 1994, também teve um bom desempenho e disputou todos os jogos, mas embora o desempenho da equipe tenha sido melhor em comparação com 1994, mais uma vez eles foram eliminados na fase de grupos, depois de derrotar a Arábia Saudita, empatar com a Irlanda e perder para a Alemanha.

### Manchester City
Foé retornou ao futebol inglês agora pelo time do Manchester City por empréstimo para a temporada 2002-03, os Sky Blues pagaram uma taxa de £550.000 do empréstimo. Ele fez sua estreia pelo City no dia de abertura da temporada em uma derrota por 3-0 contra o Leeds United. Foé foi bastante utilizado por Kevin Keegan, fazendo 41 jogos pelo time e marcando 9 vezes no total.

## Morte

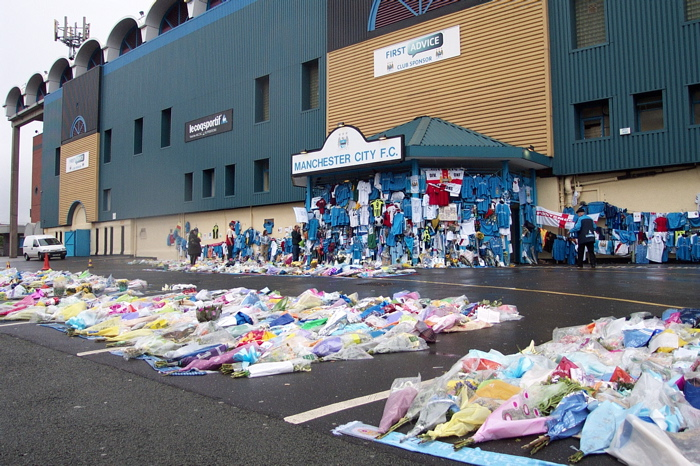
Tributo em frente aos portões do Maine Road.

Em Junho de 2003, Foé fazia parte da Seleção Camaronesa que disputava a Copa das Confederações, um torneio jogado entre campeões continentais. Ele jogou nas vitórias contra o Brasil e a Turquia, e foi poupado pelo técnico Winfried Schäfer para o jogo contra os Estados Unidos, quando a seleção de Camarões já havia se qualificado. Em 26 de junho de 2003, Camarões e Colômbia se enfrentaram na semifinal, realizada no Stade de Gerland, em Lyon, França.
Aos 27 minutos do segundo tempo, Foé desabou no círculo central, sem outros jogadores perto dele. Depois de tentativas de reanimá-lo no campo, ele foi removido de campo por uma maca, onde ele recebeu respiração boca-a-boca e oxigénio. Médicos ficaram 45 minutos tentando reanimar o seu coração, e, embora ele ainda estivesse vivo ao chegar no centro médico, morreu pouco depois, apesar dos esforços para salvar sua vida. A primeira autópsia não determinou a causa exata da morte, mas uma segunda autópsia concluiu que a morte de Foé foi relacionada ao coração, já que foram descobertas evidências de cardiomiopatia hipertrófica, uma condição hereditária conhecida por aumentar o risco de morte súbita durante o exercício físico.
A viúva de Foé, Marie-Louise, afirmou que ele sofreu problemas gástricos e disenteria antes da partida final, mas foi inflexível para jogar em sua cidade adotiva de Lyon. O gerente Winfried Schäfer queria substituí-lo minutos antes de seu ataque cardíaco, observando que o jogador parecia cansado, mas ele sinalizou que queria continuar.

### Comoção e Honrarias

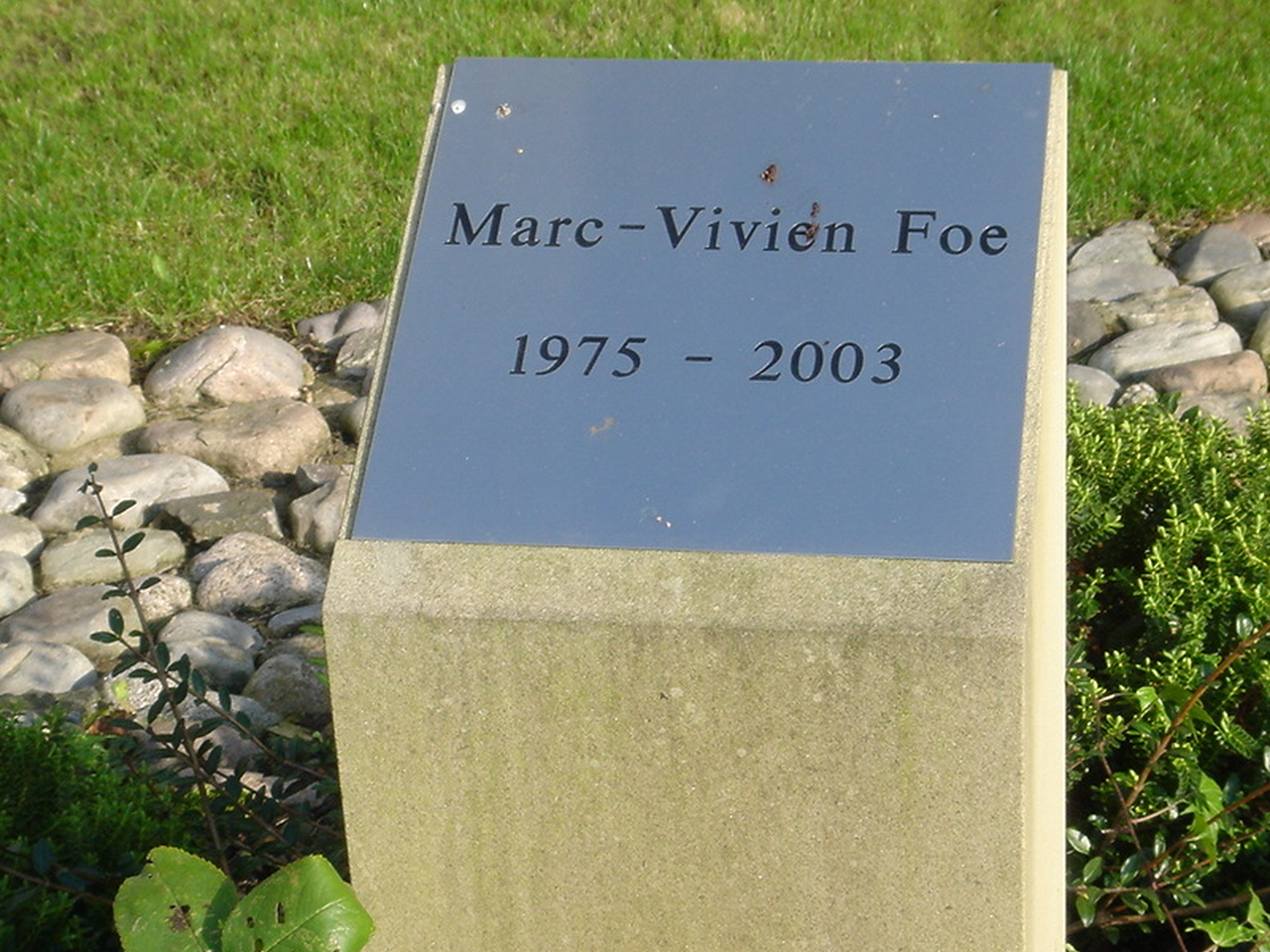
Placa de Tributo no City of Manchester Stadium

A morte de Foé causou grande comoção. Várias homenagens à personalidade do homem alegre foram expressos nos meios de comunicação. O também jogador Thierry Henry comemorou o gol contra a Turquia (após ter aberto o placar contra a Turquia na semifinal daquela noite) apontando para o céu em homenagem a Foé. Muitas sugestões de maneiras de honrar a vida de Marc-Vivien Foe foram feitas após a sua morte: foi sugerido que a Copa das Confederações tivesse seu nome e assim como uma mudança no nome do Stade de Gerland. O técnico do Manchester City à época, Kevin Keegan, anunciou que o clube deixaria de utilizar a camisa número 23 que Foé utilizou durante sua bem-sucedida temporada lá. No local do estádio City of Manchester, há um pequeno memorial em homenagem, e na parede de homenagem aos jogadores que atuaram pelo clube, a primeira placa na parede é de Marc e lê-se "Marc Vivien Foe - 1975 - 2003". Seu primeiro clube (Racing Club de Lens) deu o nome do camaronês uma avenida perto do Estádio Félix-Bollaert. O time do Olympique Lyonnais também decidiu retirar a camisa número 17 que Foé utilizava quando jogou no Stade de Gerland, em Lyon com a equipe.
"Garotos, mesmo se for preciso morrer no gramado, nós temos que vencer esta semifinal", frase que ficou famosa após pronunciada por Foé aos seus companheiros de Camarões no intervalo da semifinal na Copa das Confederações. Menos de trinta minutos depois, o meia desabou e morreu em seguida.

## Títulos

### Clubes
Canon Yaoundé
- Copa de Camarões: 1993

Racing de Lens
- Campeonato Francês: 1997-98

West Ham United
- UEFA Intertoto Cup: 1999

Olympique Lyonnais
- Campeonato Francês: 2001–02
- Copa da Liga Francesa: 2000-01

### Internacional
Camarões
- Copa das Nações Africanas: 2000 e 2002

### Individual
- Bola de bronze da Copa das Confederações: 2003